# The Exterminating Angel
The Exterminating Angel è un'opera in lingua inglese in tre atti, con musiche di Thomas Adès e libretto di Tom Cairns in collaborazione con Adès.

## Storia
L'opera è tratta dall'omonimo film del 1962 di Luis Buñuel. L'opera, la terza di Adès, fu commissionata congiuntamente dal Festival di Salisburgo, dalla Royal Opera House, Covent Garden, dalla Metropolitan Opera e dalla Royal Danish Opera.
L'opera è stata eseguita in prima mondiale il 28 luglio 2016, presso la Haus für Mozart, Salisburgo. Prima commissione in assoluto di Adès per il Festival di Salisburgo, questa produzione fu rappresentata quattro volte. La prima esecuzione nel Regno Unito avvenne alla Royal Opera House, Covent Garden, il 24 aprile 2017. La prima in Nord America si svolse il 26 ottobre 2017 al Metropolitan Opera. Per tutti questi allestimenti il regista fu Cairns, con scene e costumi di Hildegard Bechtler, luci di Jon Clark, videografia di Tal Yarden e coreografia di Amir Hosseinpour.
Adès fino dal 2000 era interessato ad adattare il film in un'opera. I problemi di copyright per il film e la commissione per la seconda opera di Adès, The Tempest, ritardarono l'inizio della composizione di quest'opera.
Il ruolo di Leticia richiedeva al soprano Audrey Luna di cantare un la sopra il do acuto, che è la nota cantata più alta documentata nella storia del Metropolitan Opera. Il Metropolitan trasmise la rappresentazione dell'opera del 18 novembre 2017 nei cinema di tutto il mondo come parte della serie Metropolitan Opera Live in HD; quella rappresentazione fu successivamente pubblicata su DVD e trasmessa in streaming online il 5 giugno, il 15 novembre e il 10 dicembre 2020.

## Ruoli
| Ruolo                        | Registro vocale | Cast prima, 28 luglio 2016 Haus für Mozart, Salisburgo | Cast prima nel Regno Unito, 24 aprile 2017 Royal Opera House, Covent Garden, Londra | Cast prima in Nord America, 26 ottobre 2017, Metropolitan Opera, New York | Cast prima danese, 23 marzo 2018 Teatro reale danese, Copenaghen |
| ---------------------------- | --------------- | ------------------------------------------------------ | ----------------------------------------------------------------------------------- | ------------------------------------------------------------------------- | ---------------------------------------------------------------- |
| Edmundo de Nobile            | tenore          | Charles Workman                                        | Charles Workman                                                                     | Joseph Kaiser                                                             | Gert-Henning Jensen                                              |
| Lucia de Nobile              | soprano         | Amanda Echalaz                                         | Amanda Echalaz                                                                      | Amanda Echalaz                                                            | Gisela Stille                                                    |
| Leticia Meynar               | soprano         | Audrey Luna                                            | Audrey Luna                                                                         | Audrey Luna                                                               | Kerstin Avemo                                                    |
| Leonora Palma                | mezzosoprano    | Anne Sofie von Otter                                   | Anne Sofie von Otter                                                                | Alice Coote                                                               | Randi Stene                                                      |
| Silvia de Avíla              | soprano         | Sally Matthews                                         | Sally Matthews                                                                      | Sally Matthews                                                            | Sine Bundgaard                                                   |
| Francisco de Avíla           | contraltista    | Iestyn Davies                                          | Iestyn Davies                                                                       | Iestyn Davies                                                             | Morten Grove Frandsen                                            |
| Blanca Delgado               | mezzosoprano    | Christine Rice                                         | Christine Rice                                                                      | Christine Rice                                                            | Hanne Fischer                                                    |
| Alberto Roc                  | baritono        | Thomas Allen                                           | Thomas Allen                                                                        | Rod Gilfry                                                                | David Kempster                                                   |
| Beatriz                      | soprano         | Sophie Bevan                                           | Sophie Bevan                                                                        | Sophie Bevan                                                              | Sofie Elkjær Jensen                                              |
| Eduardo                      | tenore          | Ed Lyon                                                | Ed Lyon                                                                             | David Portillo                                                            | Alexander Sprague                                                |
| Raúl Yebenes                 | tenore          | Frédéric Antoun                                        | Frédéric Antoun                                                                     | Frédéric Antoun                                                           | Paul Curievici                                                   |
| Colonnello Álvaro Gómez      | tenore          | David Adam Moore                                       | David Adam Moore                                                                    | David Adam Moore                                                          | Jens Søndergaard                                                 |
| Señor Russell                | baritono        | Sten Byriel                                            | Sten Byriel                                                                         | Kevin Burdette                                                            | Simon Wilding                                                    |
| Dottor Carlos Conde          | basso-baritono  | John Tomlinson                                         | John Tomlinson                                                                      | John Tomlinson                                                            | Sten Byriel                                                      |
| Julio, Il Maggiordomo        | baritono        | Morgan Moody                                           | Morgan Moody                                                                        | Christian van Horn                                                        | Simon Duus                                                       |
| Lucas, il valletto           | tenore          | John Irvin                                             | Hubert Francis                                                                      | John Irvin                                                                | Magnus Gislason                                                  |
| Enrique, il cameriere        | tenore          | Franz Gürtelschmied                                    | Thomas Atkins                                                                       | Ian Koziara                                                               | Jens Christian Tvilum                                            |
| Pablo, il cuoco              | baritono        | Rafael Fingerlos                                       | James Cleverton                                                                     | Paul Corona                                                               | Magnus Ingemund Kjeldstad                                        |
| Meni, una domestica          | soprano         | Frances Pappas                                         | Elizabeth Atherton                                                                  | Mary Dunleavy                                                             | Sara Madeleine Swietlicki                                        |
| Camila, una domestica        | mezzosoprano    | Anna Maria Dur                                         | Anne Marie Gibbons                                                                  | Edyta Kulczak/Catherine Cook                                              | Elisabeth Halling                                                |
| Servitori                    |                 |                                                        |                                                                                     | Andrea Coleman, Marc Persing                                              |                                                                  |
| Padre Sansón                 | baritono        | Cheyne Davidson                                        | Wyn Pencarreg                                                                       | Jeff Mattsey                                                              | Kyungil Ko                                                       |
| Yoli                         | ragazzo         | Leonhard Radhauer                                      | Jai Sai Mehta                                                                       | Lucas Mann                                                                | Arthur Zacharias Ulf Greve                                       |
| Musicians                    |                 |                                                        |                                                                                     |                                                                           |                                                                  |
| Sintetizzatore Onde Martenot |                 | Cynthia Millar                                         | Cynthia Millar                                                                      | Cynthia Millar                                                            |                                                                  |
| Pianoforte                   |                 |                                                        | Finnegan Downie Dear                                                                | Dimitri Dover                                                             |                                                                  |
| Orchestra                    |                 | ORF Radio-Symphonieorchester Wien                      | Orchestra della Royal Opera House, Covent Garden                                    | Metropolitan Opera Orchestra                                              |                                                                  |
| Coro                         |                 | Bachchor di Salisburgo (Salzburg Bach Choir)           | Coro della Royal Opera House, Covent Garden                                         | Metropolitan Opera Chorus                                                 |                                                                  |
| Direttore                    |                 | Thomas Adès                                            | Thomas Adès                                                                         | Thomas Adès                                                               |                                                                  |

## Trama
L'ambientazione è il palazzo di Lucía e Edmundo de Nobile, nella Calle de la Providencia in una città senza nome, negli anni '60.

### Atto 1
I Nobile aspettano ospiti per una cena nella loro villa, in onore della cantante lirica Leticia Meynar. Però il lacchè Lucas scappa e il maggiordomo Julio non lo ferma. Anche le cameriere Meni e Camila cercano di andarsene. I Nobile arrivano dopo aver assistito a uno spettacolo all'opera. Quando gli ospiti entrano nella sala da pranzo, Meni, Camila e molti altri domestici scappano. Gli ospiti ripetono il loro ingresso, che sconcerta momentaneamente Edmundo de Nobile.
A cena de Nobile brinda a Leticia. Mentre Lucía annuncia il primo piatto, il cameriere lo rovescia sul pavimento. Lucía decide di posticipare gli altri suoi "spettacoli": un orso che si esibisce e diversi agnelli vengono portati in giardino. Il resto della servitù, tranne Julio, fugge di casa, nonostante le proteste di Lucía.
In salotto Blanca si esibisce al pianoforte. I fidanzati Eduardo e Beatriz ballano. Leonora flirta con il dottor Conde, che rifiuta di ballare con lei. Lei invece lo bacia. Conde confida quindi all'esploratore Raúl Yebenes che Leonora è gravemente malata e non ha molto da vivere. Gli ospiti lodano l'esibizione di Blanca e poi incoraggiano Leticia a cantare. Il Señor Russell protesta dicendo che si è esibita abbastanza per la serata. Diversi ospiti proclamano che non lasceranno la stanza finché Leticia non avrà cantato per loro.
Diversi ospiti si preparano a partire, mentre Roc si addormenta. Nel guardaroba Lucía dà al suo amante segreto, il colonnello Álvaro Gómez, un bacio fugace. Gli ospiti diventano letargici e distratti. Anche se ormai è molto tardi, nessuno di loro tenta di andarsene. Sebbene frastornato, Edmundo offre gentilmente alloggio a coloro che desiderano rimanere. Russell e il colonnello Gómez sono inorriditi quando alcuni ospiti si tolgono il frac, ma alla fine anche loro si sdraiano per dormire. Eduardo e Beatriz si ritirano in un angolo privato per trascorrere la prima notte insieme.

### Atto 2
Gli ospiti si svegliano la mattina seguente. Silvia dice che ha dormito male. Conde esamina Russell e gli diagnostica una malattia terminale. Julio dovrebbe preparare la colazione, ma riferisce che nella villa non sono arrivate provviste. Quando Lucía cerca di portare alcune delle signore nella sua camera da letto per rinfrescarsi, non riescono a lasciare la sala da pranzo. Blanca è preoccupata per i suoi figli, ma nemmeno lei né suo marito Alberto Roc, direttore d'orchestra, possono andarsene. Silvia trova questa situazione divertente, sapendo che suo figlio Yoli è al sicuro con il suo tutore privato, Padre Sansón. Julio si avvicina con il caffè e gli avanzi della cena della sera prima. Leticia implora Julio di non entrare nel salotto, ma invano. Blanca è disperata, mentre Raúl non vede motivo di agitarsi eccessivamente. Francisco si lamenta di non poter mescolare il caffè con un cucchiaino da te. Quando viene mandato a procurarsi dei cucchiaini da caffè, Julio si ritrova ora intrappolato in salotto.
La sera si avvicina. Le condizioni di Russell sono peggiorate,  è caduto in coma e ha bisogno di cure mediche urgenti. Quando non hanno più niente da bere, gli ospiti iniziano a farsi prendere dal panico. Conde chiede calma, anche se anche lui sembra perdere la calma. Raúl diventa aggressivo e incolpa Edmundo per la situazione. Francisco è frenetico e resiste a tutti i tentativi di calmarlo. Russell riprende inaspettatamente conoscenza, esprimendo sollievo per il fatto che non vivrà abbastanza per sperimentare lo "sterminio". Il pensiero di morire in mezzo a tutta questa gente, piuttosto che da sola con Eduardo, turba Beatriz.
Durante la notte Russell muore. Conde e il colonnello Gómez trascinano il suo cadavere nel ripostiglio, mentre Eduardo e Beatriz guardano di nascosto.

### Atto 3
La polizia a guardia della villa respinge una folla di persone radunate all'esterno. Sebbene alcune persone sfondino i ranghi della polizia, nessuno riesce a entrare in casa.
Nel salotto Julio e Raúl hanno fatto scoppiare un tubo dell'acqua. Gli ospiti si precipitano disperatamente a dissetarsi. Tormentati dalla fame, tutti iniziano a comportarsi con maggiore irrazionalità. Blanca si pettina solo su un lato dei suoi capelli, portando così un diversivo per Francisco. Incapace di trovare le pillole per l'ulcera allo stomaco, Francisco pensa che qualcuno le abbia nascoste. Raúl pungola Francisco sulla sua relazione con sua sorella e i due uomini si scambiano insulti. Edmundo cerca con difficoltà di mantenere la pace. Leonora, addolorata, implora l'assistenza del dottor Conde e della Vergine Maria. L'odore di Blanca nausea Francisco che perde di nuovo il controllo.
Mentre delira, Leonora vede una mano disincarnata che vaga per il salotto. Cercando di fermarla, pugnala la mano di Blanca con un pugnale. Nell'armadio, Eduardo e Beatriz decidono di uccidersi. Roc aggredisce Leticia, ma Raúl accusa invece il colonnello Gómez. Edmundo viene ferito durante la colluttazione che ne segue. Gli agnelli vagano dal giardino nel salotto.
L'esercito ha messo in quarantena il palazzo. Padre Sansón appare con Yoli e la folla chiede che Yoli venga mandata dentro. Incoraggiato dalla folla, Yoli cerca di entrare nella villa, ma non ci riesce.
Gli ospiti hanno macellato gli agnelli e li stanno cucinando su un fuoco improvvisato. Leonora ricorda una premonizione della notte dello spettacolo dell'opera e tenta un rituale magico con Blanca e Leticia. Il rituale fallisce, ma lei dichiara che è necessario sangue innocente. Francisco scopre i corpi di Eduardo e Beatriz nell'armadio. In una nuova lite, Raúl lancia la scatola di pillole di Francisco fuori dal salotto. Silvia tiene in braccio il cadavere di uno degli agnelli, pensando di far addormentare Yoli.
L'orso appare oltre la soglia. A poco a poco si diffonde tra gli ospiti l'idea che sia necessario un sacrificio per assicurarsi la loro liberazione, in particolare la morte di Edmundo. Conde e il colonnello Gómez cercano senza successo di dissuaderli da questa idea. Edmundo dichiara che si sacrificherà, ma Leticia lo interrompe. Si rende conto che, in questo momento, ognuno di loro si trova esattamente nello stesso posto dell'inizio della loro strana prigionia. Con il suo incoraggiamento gli altri ripetono con esitazione le loro azioni di quella prima notte, ma un personaggio si comporta in modo diverso in un punto chiave. Questa modifica consente ai personaggi di avvicinarsi alla soglia e infine di varcarla. Gli ospiti e la folla fuori dal palazzo si incontrano.

## Strumentazione
Orchestrali nel golfo mistico
- 3 flauti (il 2° anche primo ottavino e flauto basso; il 3° anche secondo ottavino e flauto contralto)
- 3 oboi (il 3° anche corno inglese)
- 3 clarinetti in La (il 3° anche clarinetto basso)
- 3 fagotti (il 3° anche contraforte o controfagotto con La grave)
- 4 corni in Fa (opzionalmente raddoppiando le tube wagneriane);
- 3 trombe in si♭
- 3 tromboni
- tuba
- percussioni (4 esecutori): timpani e roto-tom, glockenspiel, xilofono, campane tubolari, 6 piatti antichi, piccolo tamburo d'acciaio, 4 pentole, 4 gong accordati, 2 campane, campane basse (in Si♭), giornale, piccolo mark tree, campanelli a vento in metallo, 2 paia di nacchere, nacchere montate su macchina, maracas piccole e grandi, maracas in metallo, doppio güiro, cabasa, 3 fruste piccole, porta che sbatte, incudine piccola, 2 woodblock piccoli, cricchetto piccolo, tamburello, 2 bonghi piccoli, tamburo di legno profondo, tavola, washboard, lion's roar, 2 pietre grandi, 2 molle a spirale, triangolo, campanaccio piccolo, 2 paia di piatti orchestrali, 2 piatti sospesi, hi-hat, 2 piatti sizzle, 2 tam-tam, 2 rullanti, tamburo tenore, grancassa, grancassa con piatto montato
- pianoforte
- arpa
- chitarra
- onde Martenot
- archi (compresi i violini 1/32)

Orchestrali fuori scena
- percussioni: 4 orchestrali che suonano 8 campane da chiesa o campane basse, più (minimo) 4 che suonano un misto di basso, tenore e rullanti. Le parti possono essere doppie o suonate dagli stessi quattro orchestrali delle campane da chiesa (opzionale)

## Sinfonia
The Exterminating Angel Symphony, composta nel 2020, è una versione orchestrale in quattro movimenti della musica dell'opera. La sua prima esecuzione si svolse il 4 agosto 2021 alla Symphony Hall di Birmingham, eseguita dalla City of Birmingham Symphony Orchestra diretta da Mirga Gražinytė-Tyla. Una ripetizione si è svolta ai BBC Proms di Londra il 5 agosto 2021.